# 128343 Brianpage
128343 Brianpage è un asteroide della fascia principale. Scoperto nel 2004, presenta un'orbita caratterizzata da un semiasse maggiore pari a 2,6866429 UA e da un'eccentricità di 0,1883699, inclinata di 7,10721° rispetto all'eclittica.